# Großer Preis von Thailand (Motorrad)

Streckengrafik des Chang International Circuit

Der Große Preis von Thailand für Motorräder ist ein Motorrad-Rennen, das seit der Saison 2018 ausgetragen wird und zur FIM-Motorrad-Straßenweltmeisterschaft zählt.
Der erste Grand Prix fand am 7. Oktober 2018 auf dem Chang International Circuit, nahe Buri Ram statt.

## Statistik
| Auflage | Jahr | Strecke  | Klasse                                | Sieger                                | Zweiter                               | Dritter                               | Pole-Position                         | Schn. Rennrunde                       |
| ------- | ---- | -------- | ------------------------------------- | ------------------------------------- | ------------------------------------- | ------------------------------------- | ------------------------------------- | ------------------------------------- |
| 1       | 2018 | Buri Ram | Moto3                                 | Jorge Martín (Honda)                  | Lorenzo Dalla Porta (Honda)           | Enea Bastianini (Honda)               | Jorge Martín (Honda)                  | Jorge Martín (Honda)                  |
| 1       | 2018 | Buri Ram | Moto2                                 | Luca Marini (Kalex)                   | Miguel Oliveira (KTM)                 | Francesco Bagnaia (Kalex)             | Álex Márquez (Kalex)                  | Luca Marini (Kalex)                   |
| 1       | 2018 | Buri Ram | MotoGP                                | Marc Márquez (Honda)                  | Álex Rins (Suzuki)                    | Johann Zarco (Yamaha)                 | Marc Márquez (Honda)                  | Álex Rins (Suzuki)                    |
|         |      |          |                                       |                                       |                                       |                                       |                                       |                                       |
| 2       | 2019 | Buri Ram | Moto3                                 | Albert Arenas (KTM)                   | Lorenzo Dalla Porta (Honda)           | Alonso López (Honda)                  | Celestino Vietti (KTM)                | Ai Ogura (Honda)                      |
| 2       | 2019 | Buri Ram | Moto2                                 | Luca Marini (Kalex)                   | Brad Binder (KTM)                     | Iker Lecuona (KTM)                    | Luca Marini (Kalex)                   | Álex Márquez (Kalex)                  |
| 2       | 2019 | Buri Ram | MotoGP                                | Marc Márquez (Honda)                  | Fabio Quartararo (Yamaha)             | Maverick Viñales (Yamaha)             | Fabio Quartararo (Yamaha)             | Marc Márquez (Honda)                  |
|         |      |          |                                       |                                       |                                       |                                       |                                       |                                       |
| –       | 2020 | Buri Ram | Abgesagt wegen der COVID-19-Pandemie. | Abgesagt wegen der COVID-19-Pandemie. | Abgesagt wegen der COVID-19-Pandemie. | Abgesagt wegen der COVID-19-Pandemie. | Abgesagt wegen der COVID-19-Pandemie. | Abgesagt wegen der COVID-19-Pandemie. |
|         |      |          |                                       |                                       |                                       |                                       |                                       |                                       |
| –       | 2021 | Buri Ram | Abgesagt wegen der COVID-19-Pandemie. | Abgesagt wegen der COVID-19-Pandemie. | Abgesagt wegen der COVID-19-Pandemie. | Abgesagt wegen der COVID-19-Pandemie. | Abgesagt wegen der COVID-19-Pandemie. | Abgesagt wegen der COVID-19-Pandemie. |
|         |      |          |                                       |                                       |                                       |                                       |                                       |                                       |
| 3       | 2022 | Buri Ram | Moto3                                 | Dennis Foggia (Honda)                 | Ayumu Sasaki (Husqvarna)              | Riccardo Rossi (Honda)                | Dennis Foggia (Honda)                 | Jaume Masiá (KTM)                     |
| 3       | 2022 | Buri Ram | Moto2                                 | Tony Arbolino (Kalex)                 | Filip Salač (Kalex)                   | Arón Canet (Kalex)                    | Somkiat Chantra (Kalex)               | Tony Arbolino (Kalex)                 |
| 3       | 2022 | Buri Ram | MotoGP                                | Miguel Oliveira (KTM)                 | Jack Miller (Ducati)                  | Francesco Bagnaia (Ducati)            | Marco Bezzecchi (Ducati)              | Johann Zarco (Ducati)                 |
|         |      |          |                                       |                                       |                                       |                                       |                                       |                                       |
| 4       | 2023 | Buri Ram | Moto3                                 | David Alonso (GasGas)                 | Taiyo Furusato (Honda)                | Collin Veijer (Husqvarna)             | Deniz Öncü (KTM)                      | Deniz Öncü (KTM)                      |
| 4       | 2023 | Buri Ram | Moto2                                 | Fermín Aldeguer (Boscoscuro)          | Pedro Acosta (Kalex)                  | Somkiat Chantra (Kalex)               | Fermín Aldeguer (Boscoscuro)          | Fermín Aldeguer (Boscoscuro)          |
| 4       | 2023 | Buri Ram | MotoGP                                | Jorge Martín (Ducati)                 | Francesco Bagnaia (Ducati)            | Brad Binder (KTM)                     | Jorge Martín (Ducati)                 | Marco Bezzecchi (Ducati)              |
|         |      |          |                                       |                                       |                                       |                                       |                                       |                                       |
| 5       | 2024 | Buri Ram | Moto3                                 | David Alonso (CFMOTO)                 | Luca Lunetta (Honda)                  | Collin Veijer (Husqvarna)             | Joel Kelso (KTM)                      | Luca Lunetta (Honda)                  |
| 5       | 2024 | Buri Ram | Moto2                                 | Arón Canet (Kalex)                    | Ai Ogura (Boscoscuro)                 | Marcos Ramírez (Kalex)                | Ai Ogura (Boscoscuro)                 | Ai Ogura (Boscoscuro)                 |
| 5       | 2024 | Buri Ram | MotoGP                                | Francesco Bagnaia (Ducati)            | Jorge Martín (Ducati)                 | Pedro Acosta (KTM)                    | Francesco Bagnaia (Ducati)            | Fabio Di Giannantonio (Ducati)        |
|         |      |          |                                       |                                       |                                       |                                       |                                       |                                       |
| 6       | 2025 | Buri Ram | Moto3                                 | José Antonio Rueda (KTM)              | Álvaro Carpe (KTM)                    | Adrián Fernández (Honda)              | Matteo Bertelle (KTM)                 | David Muñoz (KTM)                     |
| 6       | 2025 | Buri Ram | Moto2                                 | Manuel González (Kalex)               | Arón Canet (Kalex)                    | Senna Agius (Kalex)                   | Manuel González (Kalex)               | Manuel González (Kalex)               |
| 6       | 2025 | Buri Ram | MotoGP                                | Marc Márquez (Ducati)                 | Álex Márquez (Ducati)                 | Francesco Bagnaia (Ducati)            | Marc Márquez (Ducati)                 | Marc Márquez (Ducati)                 |

Rekordsieger Fahrer: Marc Márquez (3)